# Ciclismo nos Jogos Pan-Americanos de 2011 - Keirin feminino
A competição do Keirin feminino foi um dos eventos do ciclismo de pista nos Jogos Pan-Americanos de 2011 em Guadalajara. Foi disputada no Velódromo Pan-Americano no dia 20 de outubro.

## Calendário
Horário local (UTC-6).
| Data          | Horário | Fase  |
| ------------- | ------- | ----- |
| 20 de outubro | 16:45   | Final |

## Medalhistas
| Ouro   | VEN Daniela Larreal |
| Prata  | MEX Luz Gaxiola     |
| Bronze | USA Dana Feiss      |

## Resultados

### Final
Como apenas sete ciclistas foram inscritas, foi realizada apenas uma final sem disputas prévias de qualificatória e repescagem.
| Pos.              | Ciclista           | País               | Obs. |
| ----------------- | ------------------ | ------------------ | ---- |
| Medalha de ouro   | Daniela Larreal    | VEN Venezuela      |      |
| Medalha de prata  | Luz Gaxiola        | MEX México         |      |
| Medalha de bronze | Dana Feiss         | USA Estados Unidos |      |
| 4                 | Sumaia Ribeiro     | BRA Brasil         |      |
| 5                 | Deborah Coronel    | ARG Argentina      |      |
| 6                 | Diana María García | COL Colômbia       |      |
| 7                 | Lisandra Guerra    | CUB Cuba           |      |

Legenda
| Recorde mundial                  | Recorde mundial (World record)               |                       | Recorde africano                      | Recorde africano (African) |                                           | Q | Classificado por posição (Qualified) |
| Recorde dos Jogos Pan-Americanos | Recorde pan-americano (Pan-American record)  | Recorde da América    | Recorde da América (Americas)         | q                          | Classificado por melhor tempo (Qualified) |   |                                      |
| Melhor marca do ano              | Melhor marca do ano (World leading)          | Recorde asiático      | Recorde asiático (Asian)              | DNS                        | Não largou (Did not start)                |   |                                      |
| Recorde nacional                 | Recorde nacional (National record)           | Recorde europeu       | Recorde europeu (European)            | DNF                        | Não terminou (Did not finish)             |   |                                      |
| Recorde pessoal                  | Recorde pessoal do atleta (Personal best)    | Recorde da Oceania    | Recorde da Oceania (Oceania)          | DSQ / DQ                   | Desclassificado (Disqualified)            |   |                                      |
| Recorde da temporada             | Recorde da temporada do atleta (Season best) | Recorde sul-americano | Recorde sul-americano (South America) | NM                         | Sem marca (No mark)                       |   |                                      |